# Ove E. Dalsgaard
Ove Ejnar Dalsgaard (født 15. maj 1938 i Varde) var borgmester i Ballerup Kommune, valgt for Socialdemokraterne.
Dalsgaard blev uddannet elektriker i 1959 og elinstallatør i 1963. Fra 1971-1993 drev han sin egen elinstallatørvirksomhed.
Den politiske karriere begyndte som formand for Socialdemokratiet i Ballerup 1965-1970. I 1970 blev han valgt til kommunalbestyrelsen for partiet, og blev allerede 1974 kommuenns viceborgmester. Den post besad ham frem til 1981, hvor han blev borgmester. Som en af de få borgmestre i landet havde han absolut flertal i kommunalbestyrelsen, hvor Socialdemokraterne har 15 ud af 25 pladser. 
Dalsgaard benyttede sin 1. maj tale 2012 til at meddele, at han valgte at stoppe som borgmester. Da han fratrådte 1. juni samme år havde han siddet som borgmester i 31 år og er dermed en af de længst siddende borgmestre nogensinde. Efterfølgeren på posten blev Ballerups daværende 2. viceborgmester, Jesper Würtzen, der ligeledes repræsenterer Socialdemokraterne.
Ove Ejnar Dalsgaard medvirkede i 1989 i filmen Tekno Love.